# Boonika bate doba
Boonika bate doba – singiel mołdawskiego zespołu muzycznego Zdob și Zdub napisany przez członków grupy – wokalistę Romana Iagupova i basistę Mihaia Gîncu, wydany jako singiel w 2005 i promujący ósmą płytę studyjną grupy zatytułowaną Ethnomecanica z 2006 roku.
Na początku lutego 2005 roku utwór został ogłoszony jedną z piętnastu propozycji dopuszczonych do finału pierwszych krajowych eliminacji eurowizyjnych, został wybrany spośród 35 nadesłanych kandydatur. 26 lutego został zaprezentowany przez zespół w koncercie finałowym, w którym ostatecznie wygrał po zdobyciu 22 punktów w głosowaniu jurorów i telewidzów, dzięki czemu został wybrany na propozycję reprezentującą Mołdawię w 50. Konkursie Piosenki Eurowizji organizowanym w Kijowie. 19 maja zespół zaprezentował utwór jako trzeci w kolejności w półfinale widowiska i z drugiego miejsca awansował do organizowanego dwa dni później finału, w którym zajął ostatecznie szóste miejscee 148 punktami na koncie, w tym m.in. maksymalnymi notami 12 punktów z Rumunii i Ukrainy. Podczas obu występów muzykom na scenie towarzyszyła 52-letnia Lidia Bejenaru uderzająca w bębny, czym nawiązywała do tytułu piosenki. Kobieta pojawiła się także w oficjalnym teledysku do utworu.
Singiel zadebiutował na dziesiątym miejscu duńskiej listy przebojów.

## Lista utworów
CD single
1. „Boonika bate doba” (Eurovision 2005 Version) – 3:05
2. „Boonika bate tare” (First Version) – 3:08
3. „Boonika bate toba” (Single Version) – 3:59
4. „Boonika cu maciuca” (Cool Version) – 3:03
5. „Boonika–Grandmother” (Remix DJ U.N.U (Romania)) – 3:35
6. „Boonika bate doba” (Remix By Shantel // Bucovina Club (Germany)) – 4:28
7. „Boonika Hey-Hop Mix” (DJ Ram (Russia)) – 3:37
8. „Everybody in the Casa Mare” (ZSZ feat. DJ Marcin (Slovakia)) – 4:54
9. „Everybody in the Casa Mare” (Remix by Balkan Fanatic (Hungary)) – 3:57

- Wideo-pocztówka „Boonika bate doba”

## Personel
Spis sporządzono na podstawie materiału źródłowego.
- Roman Jagupow – wokal, autor tekstu
- Mihai Gîncu – gitara basowa, kompozytor
- Anatol Pugaci – perkusja
- Igor Buzurniuc – gitara
- Igor Dinga – producent
- Valeriu Mazilu – trąbka
- Jurij Sawrański – projekt okładki
- Roman Rybaliow – fotografia

## Notowania na listach przebojów
| Kraj  | Lista (2005)   | Najwyższe miejsce |
| ----- | -------------- | ----------------- |
| Dania | Singles Top 40 | 10                |